# 陈富
陈富（1904年5月1日—1931年9月6日）是越南共产党早期领导人。1930年越南本土三个共产主义政党合并为印度支那共产党，担任总书记。

## 生平
1904年，出生于富安，原籍河静，出身贫苦知识分子家庭。曾在义安市法越学校任教，1922年，参加革命。1926年，入党。同年来中国，会见胡志明。1927年，到苏联莫斯科东方大学深造。1930年，回到越南，当选为中央委员会总书记。即印度支那共产党第一任总书记，起草《资产阶级民权革命纲领》。1931年，在西贡被捕，病死狱中。1999年，发现遗骸，重新安葬。